# Thagria sarcula
Thagria sarcula är en insektsart som beskrevs av Nielson 1977. Thagria sarcula ingår i släktet Thagria och familjen dvärgstritar. Inga underarter finns listade i Catalogue of Life.